# Stolephorus carpentariae
Stolephorus carpentariae är en fiskart som först beskrevs av De Vis 1882.  Stolephorus carpentariae ingår i släktet Stolephorus och familjen Engraulidae. Inga underarter finns listade i Catalogue of Life.